# Rugby Football klub Bežigrad
Ragbi klub Ljubljana je ragbijski klub iz Ljubljane.
Klupsko sjedište je u Ljubljani.
Osnovan je 21. lipnja 1974. u Ljubljani pod imenom "Ragbi klub Bežigrad".
Do 1984. nije imao bitnu ulogu u jugoslavenskom prvenstvu. Nakon toga je klub uspostavio sveze s Engleskom, što je rezultiralo boljim rezultatima u državnom prvenstvu, a u omladinskim kategorijama su se penjali i na postolja, a na posljednjem omladinskom prvenstvu SFRJ su bili prvacima.

## Klupski uspjesi
Omladinske kategorije:
- treći: 1987., 1988.
- doprvaci: 1989., 1990.
- prvaci: 1991.

## Poznati igrači
- Berni McCahill, novozelandski reprezentativac